# 摩根費里曼之穿越蟲洞
《摩根費里曼之穿越蟲洞》（英語：Through the Wormhole with Morgan Freeman），簡稱《穿越蟲洞》（Through the Wormhole），是一系列探討科學的電視節目，由摩根·費里曼擔任旁白及主持人。於美國時間2010年6月9日在科學頻道首播，至2017年5月16日播畢，共8季。

## 發展
穿越蟲洞的執行製作Bernadette McDaid想要再塑造一個「搖滾明星物理學家」，例如加來道雄和布萊恩·考克斯。「我們想要融合『搖滾明星物理學家』和『流行文化的巨星』」當科學頻道的總經理Deborah Myers聽說摩根·費里曼對於太空、宇宙及大的哲學問題有興趣時，她聯絡費里曼及他的製作人並共同打造這一系列作品。
2011年2月17日，宇宙學家西恩·卡羅在Twitter公開證實將會開拍穿越蟲洞第二季。2011年5月17日， 探索頻道證實第二季將於2011年6月8日在科學頻道播放。
2012年1月3日，西恩·卡羅在其Twitter頁面放上一張圖片，提到將會開拍第三季。第三季於2012年3月6日在科學頻道播出。科學頻道之後在官網放上整季的簡介。
第四季於2013年3月20日在科學頻道播放。2013年10月9日，播出「增量集」（Enhanced Episodes）版本《摩根費里曼之超越蟲洞》（Beyond the Wormhole with Morgan Freeman）。
第五季於2014年3月5日在科學頻道播放。另外，海外將第七、八季併成第七季播出，播放季度與美國有別。

## 集數列表

### 穿越蟲洞
第一季（2010年）
1. 造物主宰（Is There A Creator?）
2. 黑洞謎團（The Riddle Of Black Holes）
3. 時空旅行（Is Time Travel Possible?）
4. 宇宙創始（What Happened Before The Beginning?）
5. 生命歷程（How Did We Get Here?）
6. 外星生物（Are We Alone?）
7. 質量源起（What Are We Really Made Of?）
8. 暗物質與暗能量（Beyond The Darkness）

第二季（2011年）
1. 是否有死後的生命？（Is There Life After Death?）
2. 宇宙是否有邊緣？（Is There an Edge to the Universe?）
3. 時間是否存在？（Does Time Really Exist?）
4. 宇宙是否不只有三個維度？（Are There More than Three Dimensions?）
5. 第六感是否存在？（Is There a Sixth Sense?）
6. 是否有平行宇宙？（Are There Parallel Universes?）
7. 宇宙的根本原理（How Does the Universe Work?）
8. 能否超越光速？（Can We Travel Faster Than Light?）
9. 長生不老？（Can We Live Forever?）
10. 外星人的長相（What Do Aliens Look Like?）

第三季（2012年）
1. 面對外星接觸（Will We Survive First Contact?，台版影碟「第一次接觸」）
2. 優越的人種？（Is There a Superior Race?）
3. 有機的宇宙？（Is The Universe Alive?，台版影碟「宇宙存活論」）
4. 認同的起源（What Makes Us Who We Are?）
5. 真有虛無？（What is Nothing?）
6. 死而復生？（Can We Resurrect The Dead?）
7. 消除歹念？（Can We Eliminate Evil?）
8. 神秘潛意識（Mysteries of the Subconscious）
9. 永恆的終止（Will Eternity End?）
10. 人類造神（Did We Invent God?）

第四季（2013年）
1. 上帝粒子的存在（Is There a God Particle?）
2. 生命的起源（When Does Life Begin?）
3. 太陽死了之後（Can We Survive the Death of the Sun?）
4. 外星人的思考（How Do Aliens Think?）
5. 推翻有性生殖（Will Sex Become Extinct?）
6. 駭入大腦（Can Our Minds Be Hacked?）
7. 演化新未來（Are Robots the Future of Human Evolution?）
8. 現實真與假（Is Reality Real?）
9. 自由意志（Do We Have Free Will?）
10. 演化與神創（Did God Create Evolution?）

第五季（2014年）
1. 宗教與文明（Is God an Alien Concept?）
2. 運氣是什麼？（Is Luck Real?）
3. 天生貧窮？（Is Poverty Genetic?）
4. 強權的弱點（How to Collapse a Superpower）
5. 海洋會思考？（Does the Ocean Think?）
6. 殭屍末日（Is a Zombie Apocalypse Possible?）
7. 重力假象？（Is Gravity An Illusion?）
8. 人神之間（Will We Become God?）
9. 影子宇宙（Is There a Shadow Universe?）
10. 時間的起點（When Did Time Begin?）

第六季（2015年）
1. 固執與偏見（Are We All Bigots?）
2. 時光倒流（Can Time Go Backwards?）
3. 存在的意義（Are We Here for a Reason?）
4. 虛擬實境人生（Do We Live in the Matrix?）
5. 外星人在人體（Are Aliens Inside Us?）
6. 說謊的原因（Why Do We Lie?）

第七季（2016年）
1. 恐怖份子的成因（What Makes a Terrorist?）
2. 難保隱私（Is Privacy Dead?）
3. 性別的多種可能（Are There More Than Two Sexes?）
4. 人人都能變天才？（Can We All Become Geniuses?）

第八季（2017年）
1. 原力上身（Is the Force With Us?）
2. 永生不死（Can We Cheat Death?，香港首播「如果沒有死亡」）
3. 改變地球（Can We Hack the Planet?）
4. 槍枝的毒害（Is Gun Crime a Virus?）

### 超越蟲洞
第一季（2013年）
1. Resurrection
2. Time Travel
3. Nothingness
4. Our Origin Story
5. Alien Menace
6. Before the Bang
7. Living Space
8. God's Existence

第二季（2014年）
1. Riddles of the Universe
2. Aliens Exist
3. Creationism vs. Evolution
4. Alien Faces
5. Higgs Boson Miracle
6. Life's First Moments
7. Alien Minds
8. Space Itself
9. The Science of Race
10. After the Sun Dies

## DVD發行
第一季於2011年3月8日發行，第二季於2011年11月22日發行，第三季於2012年10月23日發行。

## 資料來源
1. ↑  . Discovery Communications (新闻稿). May 11, 2010. （原始内容存档于2019-07-15）.
2. ↑  Neil Genzlinger. . The New York Times. June 8, 2010  [2014-07-28]. （原始内容存档于2010-06-14）.
3. ↑   (新闻稿). Science Channel. March 23, 2017  [April 20, 2017] –The Futon Critic.
4. 1 2 3 4  Halterman, Jim. . The Futon Critic. June 9, 2010.
5. ↑  Taping Through the Wormhole (Season 2) today for @ScienceChannel. We start in a pool hall. Entropy is involved.. Sean Carroll於Twitter. February 17, 2011 [February 17, 2011]
6. ↑  . Discovery Corporate.   [2014-07-28]. （原始内容存档于2014-12-16）.
7. ↑  Through the Wormhole crew in the house, taping an episode for Season 3. https://t.co/Lprkythb. Sean Carroll於Twitter. January 3, 2012 [January 3, 2012]
8. ↑  . Discovery.com.   [2014-07-28]. （原始内容存档于2019-09-13）.
9. ↑  .   [May 27, 2013]. （原始内容存档于2014-01-10）.
10. ↑  .   [October 9, 2013]. （原始内容存档于2015-09-24）.
11. ↑  . TWC Central.[]
12. ↑  Through the Wormhole （页面存档备份，存于） DVD releases at tvshowsondvd.com

## 外部連結
- 官方网站
- 互联网电影数据库（IMDb）上《摩根費里曼之穿越蟲洞》的资料（英文）